# Ferrovia Bulle-Broc
La ferrovia Bulle-Broc è una linea ferroviaria, gestita da Transports publics fribourgeois, che collega Bulle con Broc.

## Storia

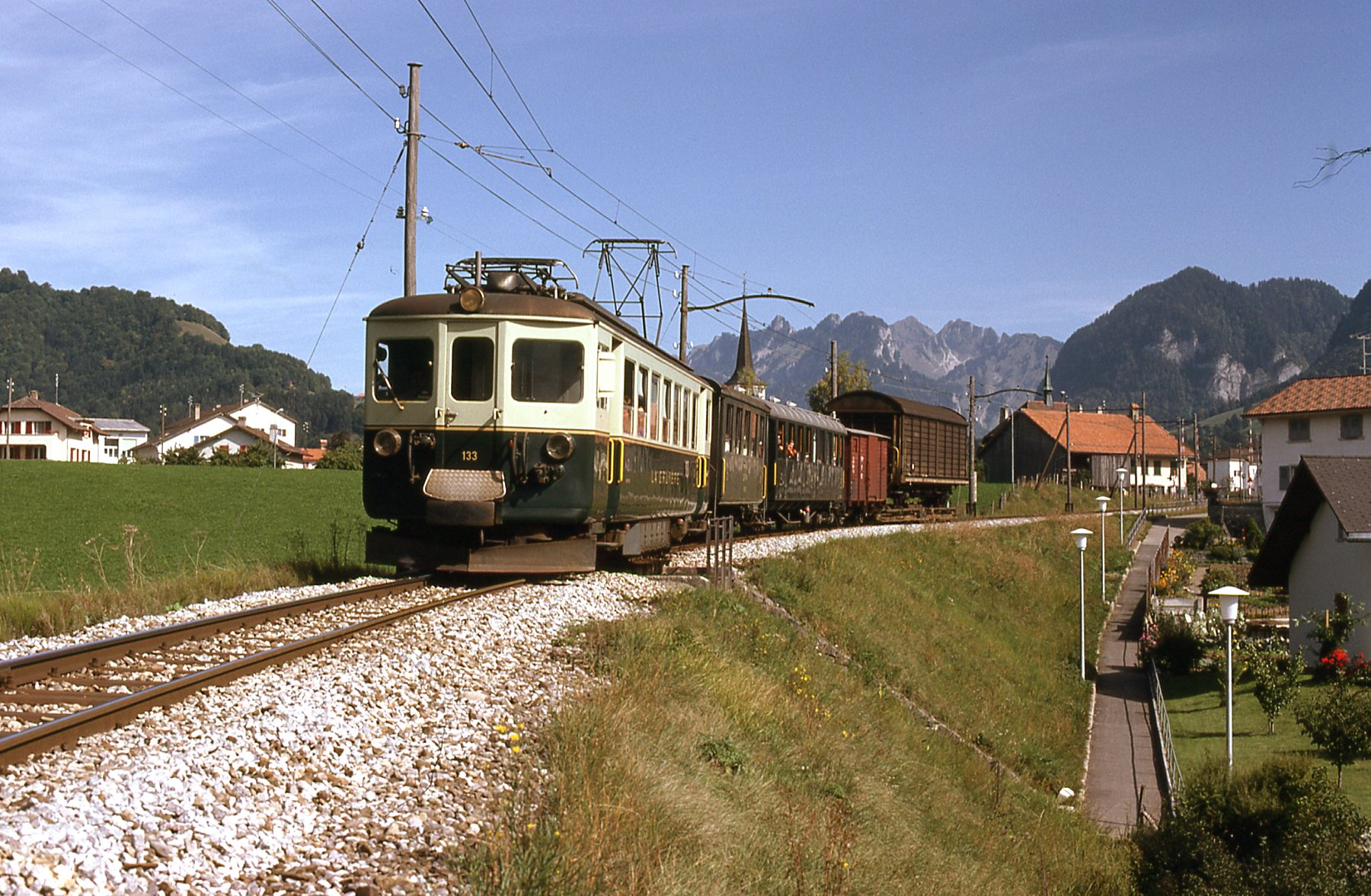
Treno nei pressi di Broc

Nel 1909 venne attribuita ad un comitato d'iniziativa, per conto della società Chemins de fer électriques de la Gruyère (CEG), la concessione per una ferrovia a scartamento metrico tra La Tour-de-Trême e Broc.
La ferrovia venne costruita dalla CEG, già concessionaria della linea Palézieux-Bulle-Montbovon: il primo tratto da Bulle a Les Marches è stato inaugurato il 29 gennaio 1912, mentre il prolungamento fino a Broc è stato aperto il 24 giugno dello stesso anno. 
Nel 1942 la CEG si fuse con la Compagnie du Chemin de fer Fribourg-Morat-Anet (FMA) nella società Compagnie des Chemins de fer fribourgeois Gruyère-Fribourg-Morat (GFM), che l'anno successivo assorbì anche la ferrovia Bulle-Romont apportata dal canton Friburgo. La fusione delle ferrovie private friborghesi era una delle condizioni poste dalla Confederazione Elvetica per accedere ai finanziamenti previsti dalla legge federale del 1939 sull'aiuto alle ferrovie.
Altro cambio societario si ebbe nel 2000, anno in cui la GFM assorbì la Transports en commun de Fribourg (TF) cambiando ragione sociale in Transports publics fribourgeois (TPF).
A seguito del cambio d'orario nel 2017 alcune stazioni mutano la propria denominazione: La Tour-Village viene cambiato in La Tour-de-Trême, mentre Epagny diventa La Tour-de-Trême Parqueterie.
Nell'aprile 2021 la linea chiuse per lavori di ristrutturazione: vengono completamenti sostituiti i binari che dallo scartamento di 1 000 millimetri sono portati a quello standard di 1 435 millimetri, le stazioni di La Tour-de-Trême, Broc-Village e Broc-Fabrique sono completamente ricostruite mentre altre due, La Tour-de-Trême Parqueterie e Les Marches, vengono chiuse. La ferrovia riapre il 24 agosto 2023; nel dicembre dello stesso anno la stazione Broc-Fabrique è rinominata in Broc-Chocolaterie per la vicinanza con la fabbrica Maison Cailler.

## Caratteristiche
La linea è a binario unico, elettrificato a 15 kV ~ 16,7 Hz e ha una lunghezza di 5,4 chilometri.
La linea, a scartamento normale, è lunga 5,58 km. La linea è elettrificata a corrente alternata monofase con la tensione di 15.000 V alla frequenza di 16,7 Hz; la pendenza massima è del 40 per mille. È interamente a binario unico
. Fino al 2021 la linea era a scartamento metrico, lunga 5,44 km, elettrificata in corrente continua alla tensione di 900 V, con una pendenza massima del 50 per mille.

### Percorso
| Continuation backward |

| Unknown route-map component "CONTgq" | Unknown route-map component "ABZg+r" |  |

| Station on track |

| Unknown route-map component "hKRZWae" |

| Unknown route-map component "CONTgq" | Unknown route-map component "ABZgr" |  |

| Stop on track |

| Unknown route-map component "hKRZWae" |

| Unknown route-map component "eHST" |

| Unknown route-map component "eHST" |

| Unknown route-map component "hKRZWae" |

| Station on track |

| Station on track |

| Non-passenger end station |

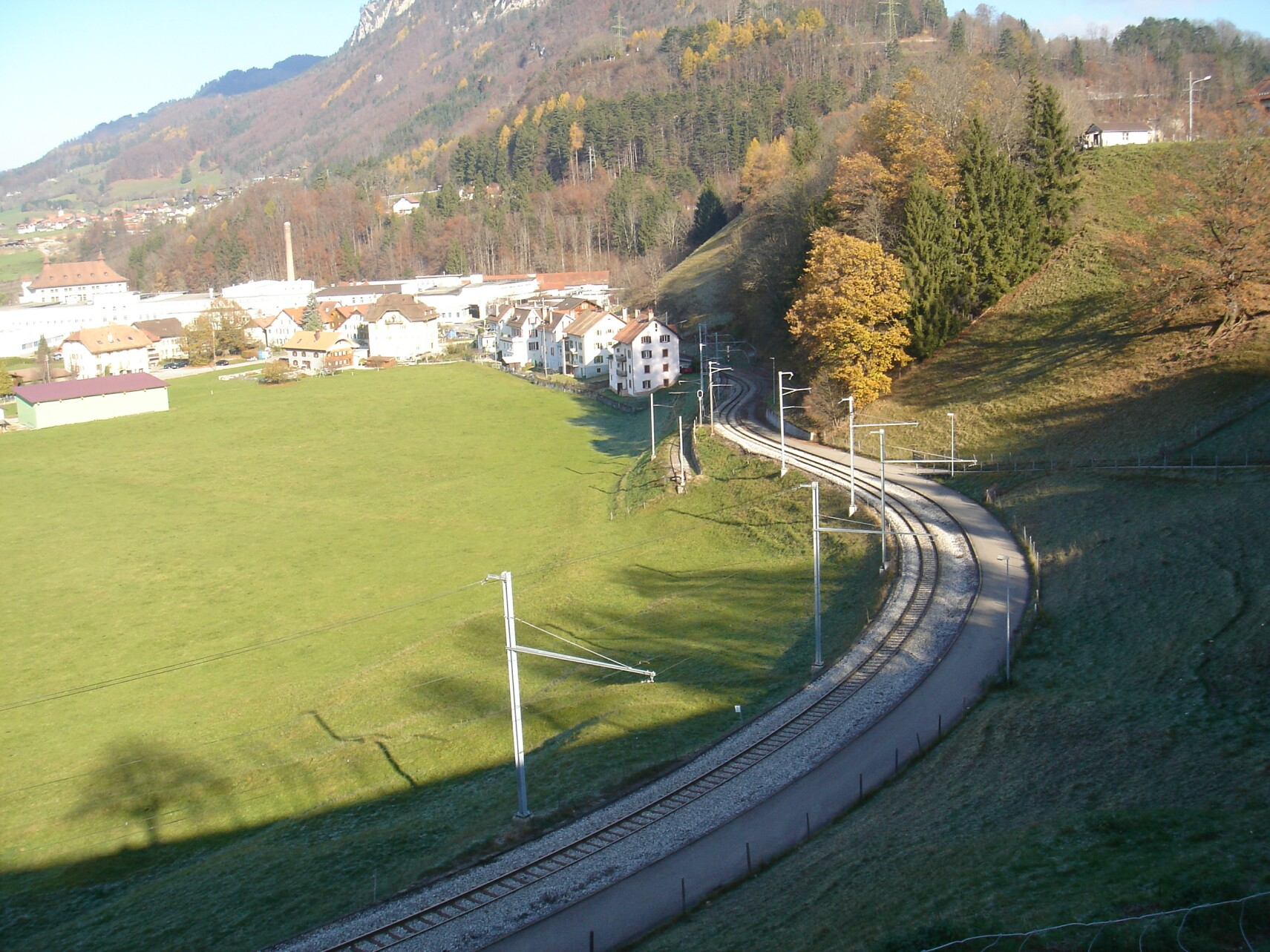
Tracciato della ferrovia ancora a scartamento ridotto

La linea parte dalla stazione di Bulle e condivide i primi 700 metri con la linea a scartamento ridotto per Montbovon: la sezione è a tre rotaie e l'alimentazione è commutabile. Dopo il bivio la ferrovia tocca La Tour-de-Trême, quindi attraversa la Sarina e serve Broc, terminando la corsa nei pressi dello stabilimento Cailler.